# История Мосула
Мосул впервые упоминается Ксенофонтом в его экспедиционных журналах 401 года до н. э., во время правления персидской династии Ахеменидов в этом регионе. Там, отмечает Ксенофонт, есть небольшой город «Mépsila» (древнегреч.: Μέψιλα) на реке Тигр, в районе, где расположен современный Мосул (Anabasis, III.iv.10). Скорее всего упоминание Ксенофонта относится к месту под названием Иски-Мосул, или «Старый Мосул», расположенный примерно в 30 км к северу от современного Мосула, через шесть веков после записей греческого историка там был построен сасанидский город Буд-Ардашир. Как бы то ни было, имя Mepsila несомненно является корнем современного названия города.
В своём нынешнем виде название Мосул, или, точнее, «Mawşil», переводится как «место соединения» (или «перекрёсток»). Мосул не следует путать с древней ассирийской столицей Ниневией, которая находится напротив Мосула на восточном берегу Тигра, на холмах Куюнджик (тюрк. овечий холм). Эта область более известная как город Наби-Юнус («Пророк Иона»), сегодня является одним из районов Мосула и почти полностью заселена курдами, что делает её самым курдским районом города. Здесь находилась могила библейского пророка Ионы, который жил и умер в тогдашней столице древней Ассирии.
Ниневия была захвачена и разрушена войсками вавилонян и мидян в 612 году до н. э., поэтому в 401 году до н. э. Ксенофонт уже не упоминает о ней.
Мосул также называют al-Faiha («райский»), al-Khaḍrah («зелёный») и al-Hadbah («горбатый»), «Жемчужиной Севера» и «городом миллиона воинов».
Ударение в названии города на арабском языке падает на первый слог: Мо´сул.

## Древность

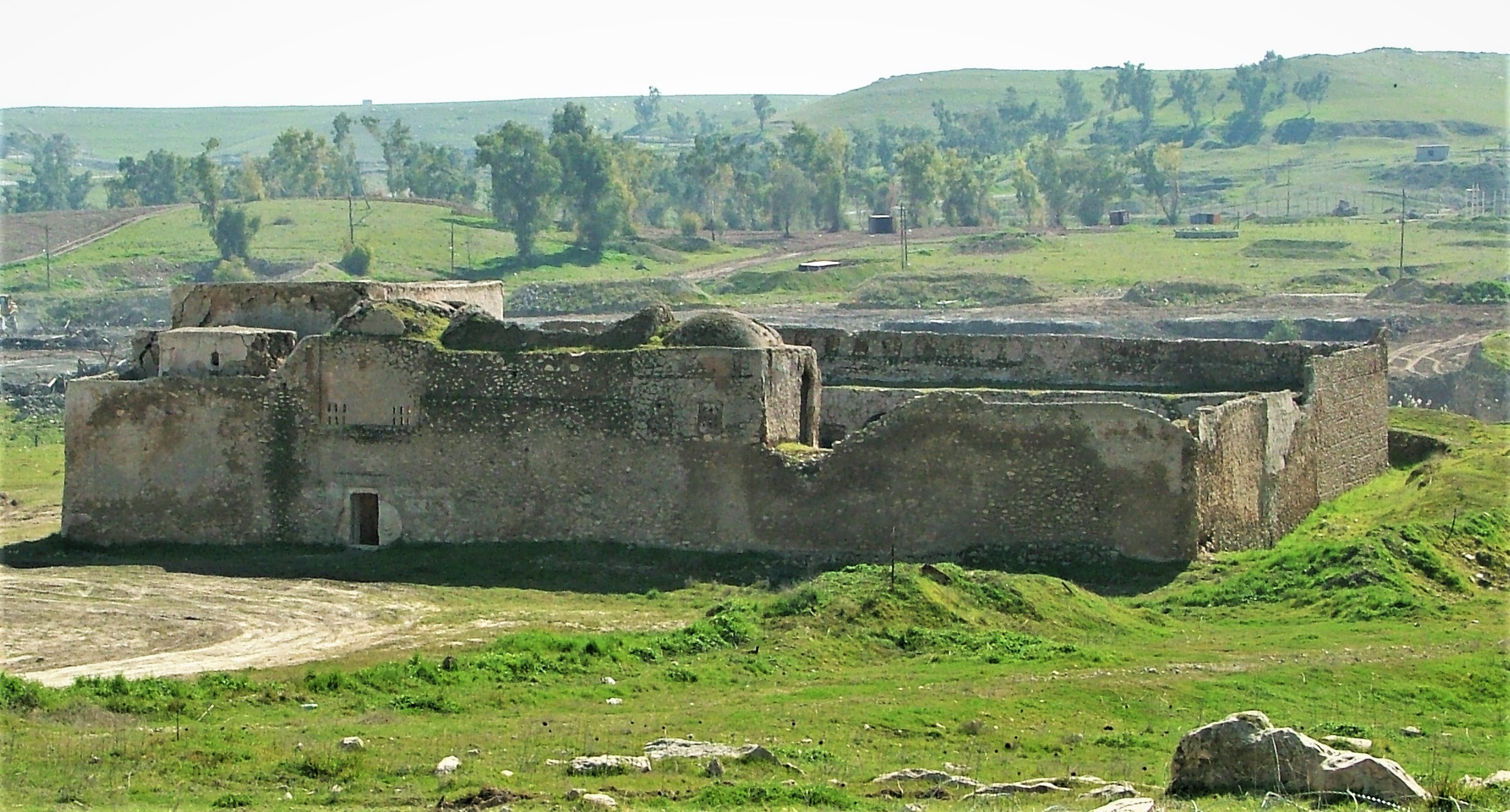
Руины монастыря Святого Ильи, старейшего христианского монастыря в Ираке (VI век н. э.), 10 км к югу от Мосула

Раскопки показали, что окрестности Мосула были обитаемы уже 8000 лет назад. Библия утверждает, что Ниневия была основана Нимродом, сыном Куша.
Примерно в 850 году до н. э. царь Ассирии Ашшурнацирапал II избрал своей столицей город Нимруд, в 30 км от нынешнего Мосула. Примерно в 700 году до н. э. царь Синаххериб сделал Ниневию новой столицей Ассирии. Холм Куюнджик на другом берегу реки от Мосула стал местом расположения дворцов царя Синаххериба и его внука Ашшурбанапала, который учредил там библиотеку.
Позже Мосул сменил Ниневию в статусе плацдарма на дороге, которая связывала Сирию и Анатолию с Мидией. В 612 году до н. э. царь Мидии Увахшатра Великий, вместе с царём Вавилона Набопаласаром, завоевал Ниневию.
Ниневия стала частью империи Селевкидов, после завоеваний Александра в 332 году до нашей эры. Сведений о Мосуле эллинистического периода осталось мало, вероятно, он принадлежал к сатрапии Селевкидов Месопотамия, которая была завоёвана Парфянской империей в серии войн, закончившейся в 129 году до н. э. победой царя Фраата II над правителем Селевкидов Антиохом VII.
Город снова перешёл в другие руки с возвышением Сасанидов в 225 году. Во втором столетии среди ассирийского населения Мосула стало распространяться христианство. Он стал епископской резиденцией несторианцев в VI веке. В 637 (по другим источникам 641) году, в период халифа Умара ибн аль-Хаттаба, город был присоединён к Праведному халифату.
Мосул получил статус столицы Месопотамии при Омейядах в VIII веке, когда он достиг пика процветания. Во времена Аббасидов город был важным торговым центром благодаря своему стратегическому расположению на торговых путях в Индию, Персию и в Средиземном море. Мусульманский генерал и завоеватель Синда Мухаммад ибн аль-Касим ас-Сакафи, как считается, умер в Мосуле в VIII веке нашей эры.

## С IX века до 1535 года
В конце IX века контроль над городом захватили генерал Аббасидов Исхак ибн Кундай и его сын Мухаммад, но в 893 году Мосул перешёл под непосредственный контроль Аббасидов. В начале X века Мосул перешёл под власть местной арабской династии Хамданидов. Из Мосула Хамданиды при Абдаллахе ибн Хамдане и его сыне Насире ад-Дауле расширили свой контроль над Джазирой на несколько последующих десятилетий, сначала как губернаторы Аббасидов, а позже — как де-факто независимые правители. Столетие спустя они были вытеснены Укайлидами.

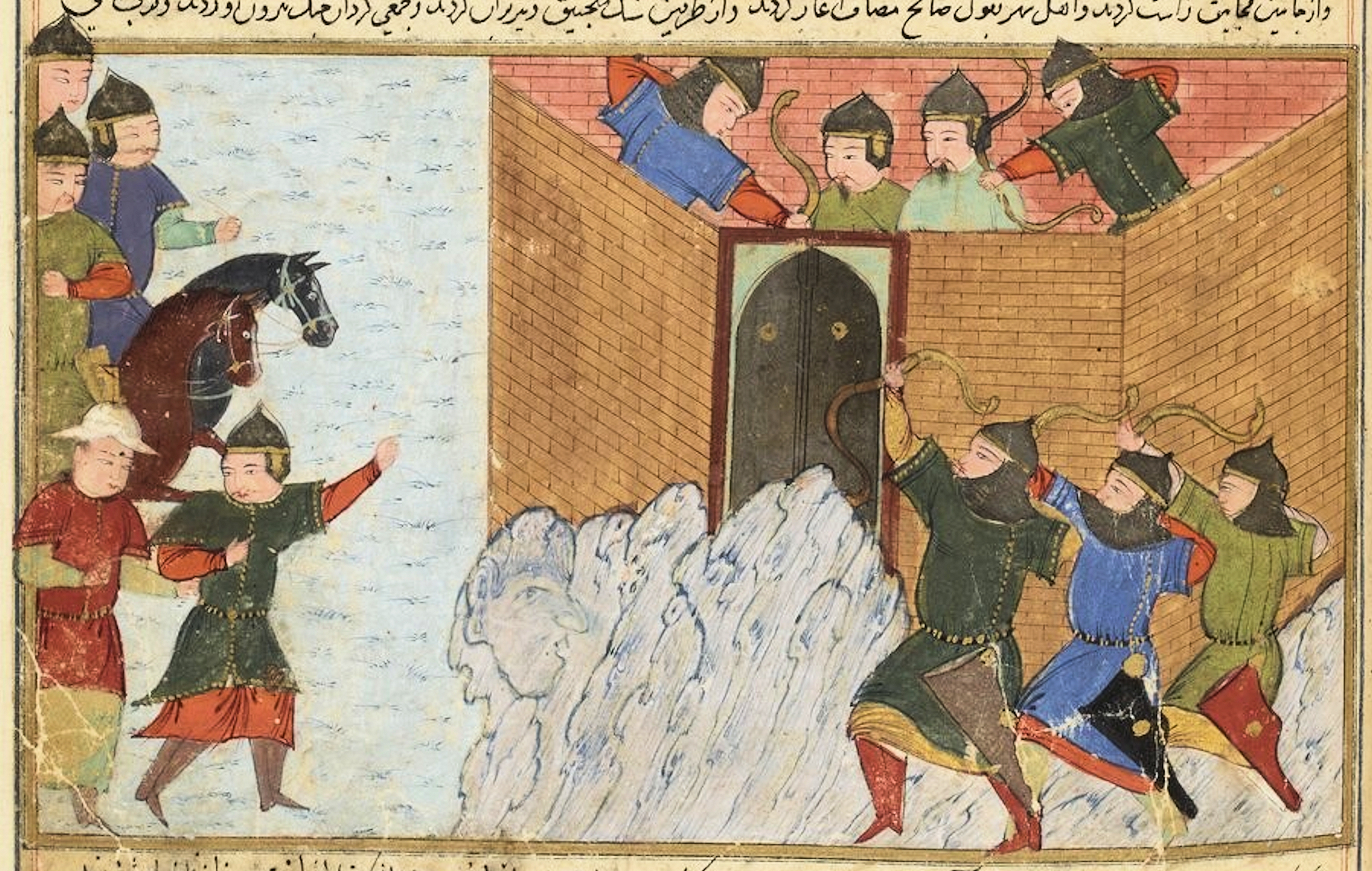
Осада Мосула монголами (1261—1262)

В XI веке Мосул был завоёван сельджуками. После периода правления полунезависимых атабеков в 1127 году он стал центром династии Зангидов. Саладин безуспешно осаждал город в 1182 году, но в конце концов получил контроль над ним в 1186 году. В XIII веке Мосул был захвачен монголами во главе с Хулагу, но был избавлен от обычного в таких случаях разрушения, поскольку его губернатор, Бадр ад-Дин Лулу, помог хану в его последующей военной кампании в Сирии. После поражения монголов в битве при Айн-Джалуте против мамлюков сын Бадр ад-Дина принял сторону последних, и это привело к разрушению города, который позже восстановил определённое значение, но так и не вернул себе первоначальный блеск. Мосулом отныне правили монгольские династии Ильханидов и Джалаиридов, и город избежал разрушения Тамерланом.
В 1165 году еврейский путешественник Вениамин Тудельский посетил Мосул. В своих работах он описал, что нашёл в городе небольшую еврейскую общину, примерно 7000 человек во главе с раввином Захи. В начале XVI века Мосул заняли туркменские племена Ак-Коюнлу, но в 1508 году он был завоёван персидскими Сефевидами.

## Османское владычество: 1535—1918
В 1535 году османский султан Сулейман Великолепный присоединил Мосул к своей империи, отобрав его у Сефевидов. С тех пор Мосулом правил паша. Город в это время был знаменит своими крепостными стенами, включавшими семь ворот с большими башнями, а также больницей (maristan) и крытым рынком (qaysariyya).
Несмотря на то, что Месопотамия формально была частью Османской империи 1533 года, к 1638 году Мосул по-прежнему считался крепостью, имевшей важное стратегическое значение, оборонявшей подходы к Анатолии и сирийскому побережью. В течение последующих четырёх веков османского владычества Мосул считался самым независимым из вилайетов на Ближнем Востоке.
В соответствии со своим статусом важного торгового пункта на путях между Средиземноморьем и Персидским заливом Мосул активно развивался в течение XVII—XVIII веков. В это время члены семьи Джалили утвердились в качестве бесспорных хозяев города. Наряду с семьями аль-Умари и Тасин аль-Муфти, Джилили сформировали основу городского малого и среднего дворянства и новую местную элиту, которая начала вытеснять предыдущие крупные племена и семьи. Эти семьи утвердились во главе местного частного предпринимательства, укрепляя своё влияние и активы через взимание арендной платы с пользования землёй и налога на городское и сельское производство.
Как и администрация города, социальная структура Мосул находилась под сильным влиянием отцов-доминиканцев, прибывших в Мосул в 1750 году и отправленных папой римским Бенедиктом XIV (город имел большое христианское население, преимущественно ассирийцев). В 1873 году они открыли ряд школ, больниц, типографию и приют. Монахини также открыли курсы по обучению девочек шитью и вышиванию. Община доминиканских сестёр, основанная в XIX веке, до сих пор имеет свою курию в Мосуле.
В XIX веке османское правительство начало восстанавливать централизованный контроль над своими отдалёнными провинциями. Его целью было восстановить османскую власть и возродить базу налогообложения для правительства. Для того, чтобы восстановить своё господство, султан в 1834 году султан отменил публичные выборы на должность губернатора и начал нейтрализовывать местные семьи, такие как Джалили и их союзники, и стал назначать новых губернаторов из среды не-мосульцев. В рамках своей реинтеграции в империю Мосул был обязан стандартизировать тарифные ставки, консолидировать внутренние налоги и интегрировать управленческий аппарат в центральное правительство.

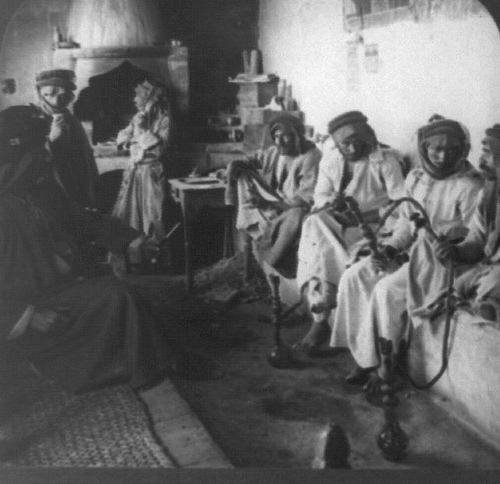
Кофейня в Мосуле, 1914 год

Этот процесс начался в 1834 году с назначением Байрактара Мехмет-паши, который правил Мосулом в течение следующих четырёх лет. После отзыва Мехмет-паши османское правительство, желая сдержать влияние мощных местных семей, назначало ряд губернаторов в быстрой последовательности, что делало невозможным для каждого из них вступить в крепкие связи с местной знатью. Значение Мосула как торгового центра снизилось после открытия Суэцкого канала, который позволил перевозить товары из Индии по морю, а не по суше через Ирак и Мосул.
Мосул оставался под контролем Османской империи до 1918 года, когда был занят англичанами.

## 1918—2003
В 1916 году было принято секретное соглашение между французами и британским правительствами, известное как Соглашение Сайкса-Пико. Согласно ему, Сирия и хребет Ливан перешли под контроль Франции, а Месопотамия (позднее — и Палестина) — под контроль британских военных. Мосул находился в северной зоне, и получил бы французскую администрацию, но открытие нефти в регионе в 1918 году толкнуло британское правительство на ещё одни переговоры с французами, в результате которых Мосул вошёл в британскую зону влияния.
В конце Первой мировой войны, в октябре 1918 года, после подписания перемирия в Мудросе, британские войска оккупировали Мосул. После войны город и его окрестности стали частью мандатной территории Месопотамия (1920—1932). Этот мандат был оспорен Турцией, которая продолжала претендовать на регион на основании того, что он находился под контролем османов во время подписания перемирия. По Лозаннскому договору спор о Мосуле был оставлен для дальнейшего решения Лигой Наций. Владение Ираком Мосула было подтверждено Лигой Наций и при её посредничестве в 1926 году было подписано соглашение между Турцией и Великобританией, по которому бывший османский вилайет Мосул стал провинцией Найнава (Ниневия) Ирака, а Мосул остался столицей провинции.

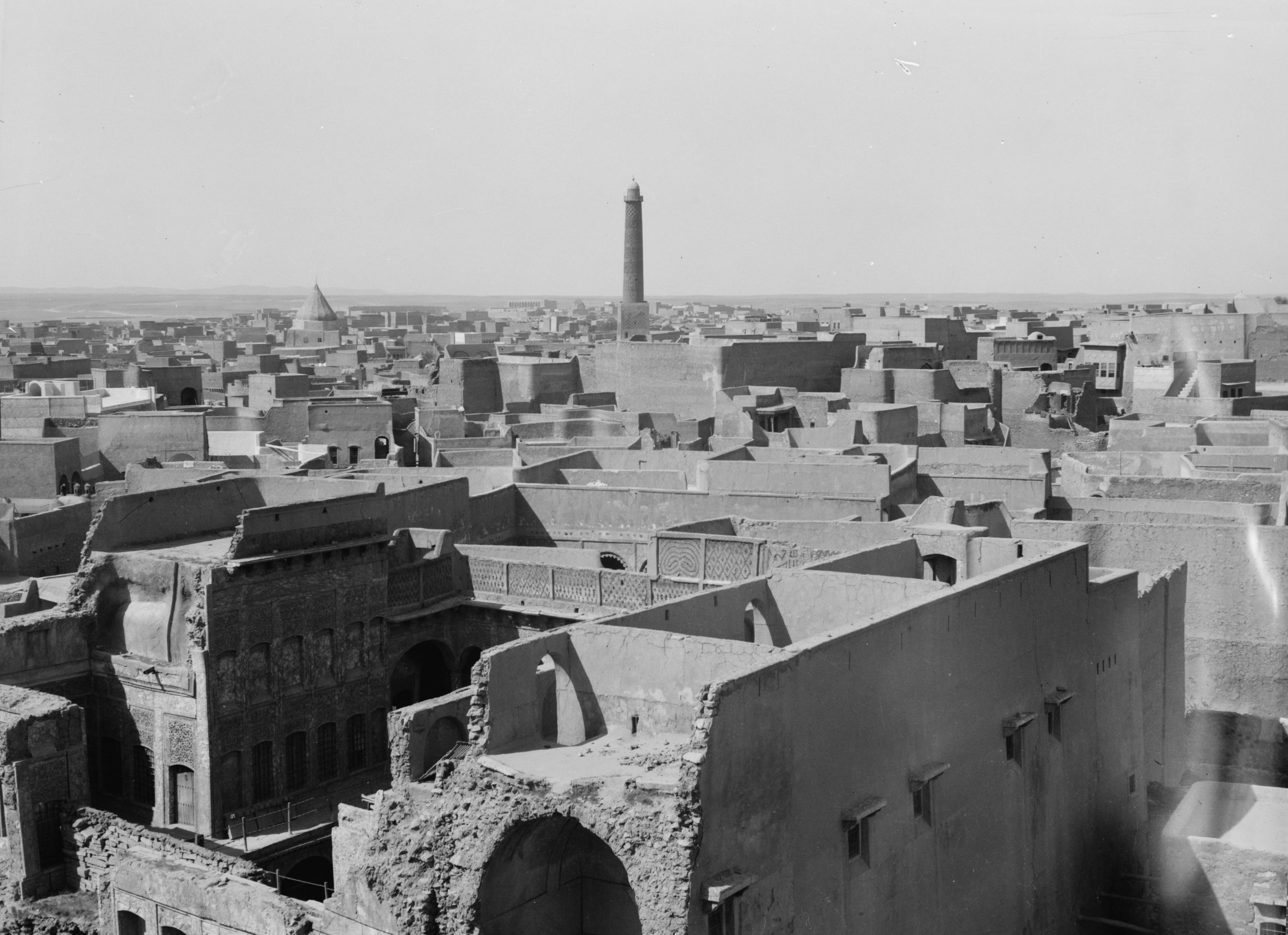
Мосул, 1932 год

Мосул стал возрождаться с открытием нефти в регионе, с конца 1920-х годов. Он стал связующим звеном в цепи перемещения нефти по трубопроводу в Турцию и Сирию. НПЗ Qyuarrah был построен примерно в часе езды от города и использовался для выработки битума и других дорожно-строительных материалов. Во время ирано-иракской войны завод был повреждён, но не разрушен.
Открытие Мосульского университета в 1967 году дало доступ к образованию для жителей города и прилегающих районов.
После курдских восстаний 1991 года Мосул не был включён в состав Курдской автономии, но вошёл в бесполётную зону, которая патрулировалась ВВС США и Великобритании в период между 1991 и 2003 годами. Этот режим не помешал Саддаму Хусейну проводить политику «арабизации» в Мосуле, посредством которой демографические соотношения в некоторых районах Найнавы постепенно менялись.

## 2003—2014

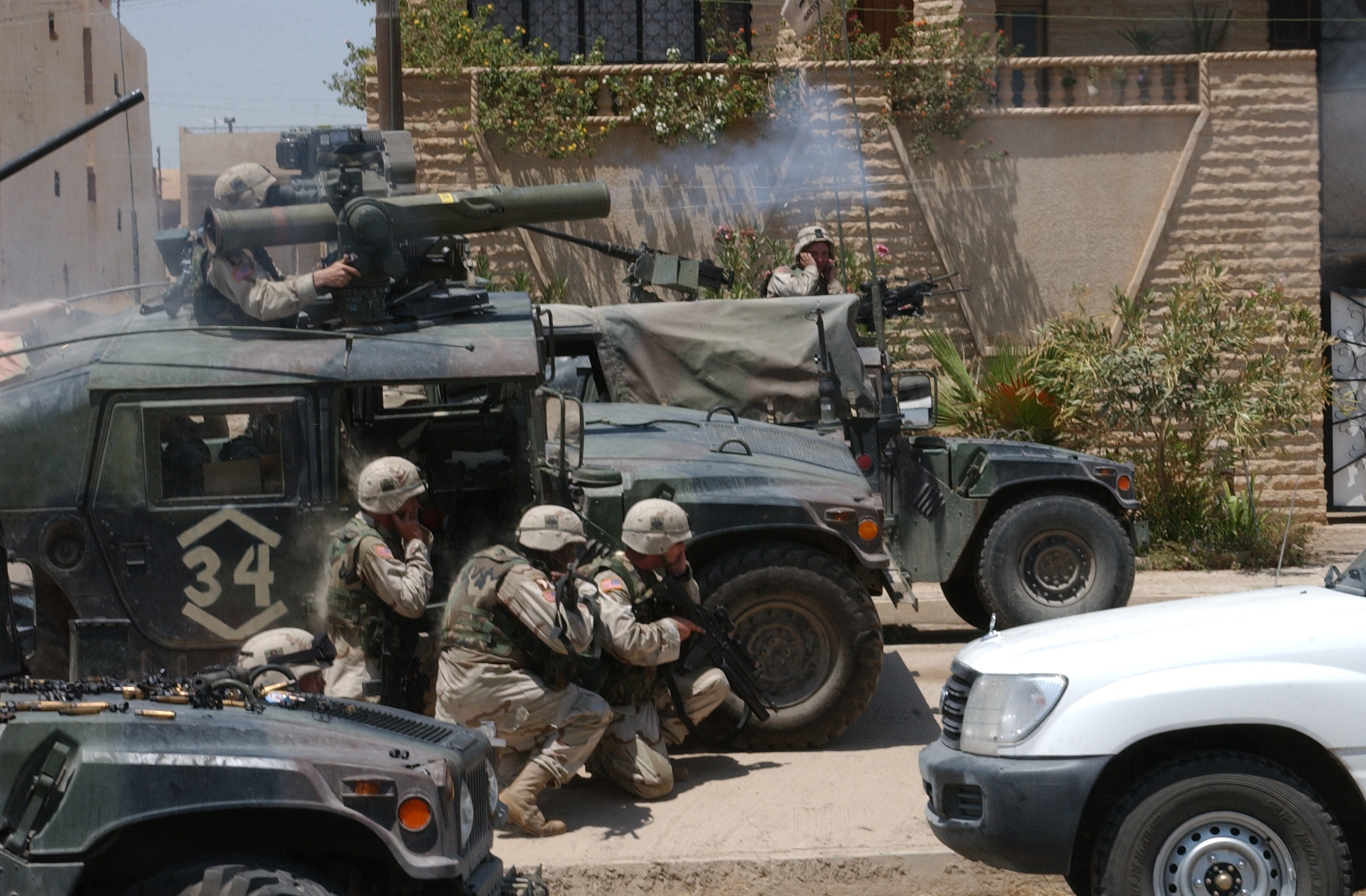
Сыновья Саддама Хусейна Кусей и Удей были убиты в ходе битвы за Мосул 22 июля 2003 года

Когда в 2003 году планировалось вторжение в Ирак, США первоначально намеревались разместить войска в Турции и начать наступление в северном Ираке, чтобы захватить Мосул. Тем не менее, парламент Турции отказался предоставить разрешение на размещение иностранных войск. В итоге с началом войны в марте 2003 года, военная активность в регионе была ограничена стратегическими бомбардировками военных объектов, размещённых в окрестностях Мосула. Мосул был захвачен 11 апреля 2003, когда 5-й корпус иракской правительственной армии, оставил город и через два дня после падения Багдада прекратил сопртивление. Спецназ армии США вместе с курдскими повстанцами быстро взяли контроль над городом.
22 июля 2003 сыновья Саддама Хусейна Кусей и Удей были убиты в Мосуле в перестрелке с силами коалиции, после неудачной попытки их задержания. В городе была размещена оперативная база 101-й воздушно-десантной дивизии армии США, с участием которой стали проводиться работы по восстановлению города.

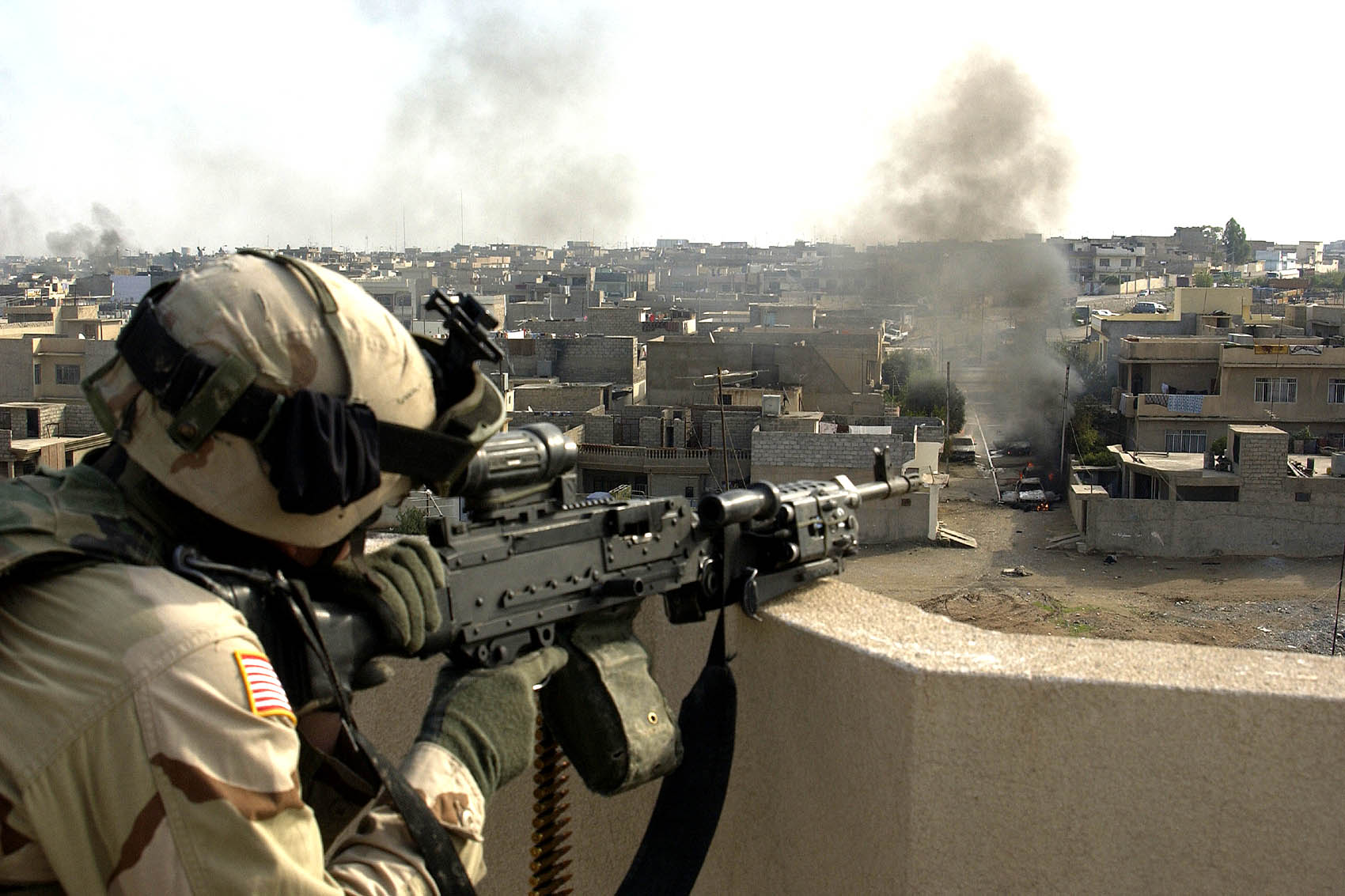
Солдат 1-го батальона 24-го пехотного полка армии США ведёт огонь из пулемёта. Мосул, 11 ноября 2004 года

24 июня 2004 года скоординированный подрыв террористами заминированных автомобилей в городе привёл к гибели 62 человек, многие из них были полицейскими.
В ноябре 2004, одновременно с атаками армий США и Ирака на город Эль-Фаллуджа, началась битва с повстанцами за Мосул. 10 ноября боевики провели скоординированные нападения на полицейские участки. Оставшиеся в живых полицейские с боем покинули город, оставив Мосул без полиции на последующий месяц. Вскоре после занятия Мосула повстанцами, части 25-й пехотной дивизии США и коалиционных сил (в основном албанцев) перешли в наступление и начали закрепляться в районах города. Большая часть города в итоге была освобождена от повстанцев, но в дальнейшем Мосул сильно пострадал от угроз безопасности (в том числе военных действий, а также убийств гражданских лиц повстанцами и преступниками), беспрецедентного уровня насилия (особенно на этнической почве), непрерывного разрушения инфраструктуры города, пренебрежения и неумелого управления оккупационной администрацией.
21 декабря 14 американских солдат, 4 американских сотрудников Halliburton и 4 иракских солдат были убиты в результате теракта в столовой на передовой оперативной базе Marez рядом с американским военным аэродромом в Мосуле. Пентагон сообщил, что ещё 72 сотрудника были ранены в результате нападения террориста, который надел пояс смертника под униформу службы безопасности Ирака. Исламистская группировка Джамаат Ансар ас-Сунна взяла на себя ответственность за нападение.
В начале 2005 года глава антикоррупционного отдела правительства Мосула генерал Валид Кашмула был убит в результате взрыва бомбы возле его офиса. В октябре 2005 Департамент внутренних дел Ирака попытался уволить начальника полиции Мосула. Суннитские лидеры мосульской общины увидели в этом попытку курдов захватить контроль над полицией. В конце концов начальник полиции был заменён суннитом Аль-Хамдани.

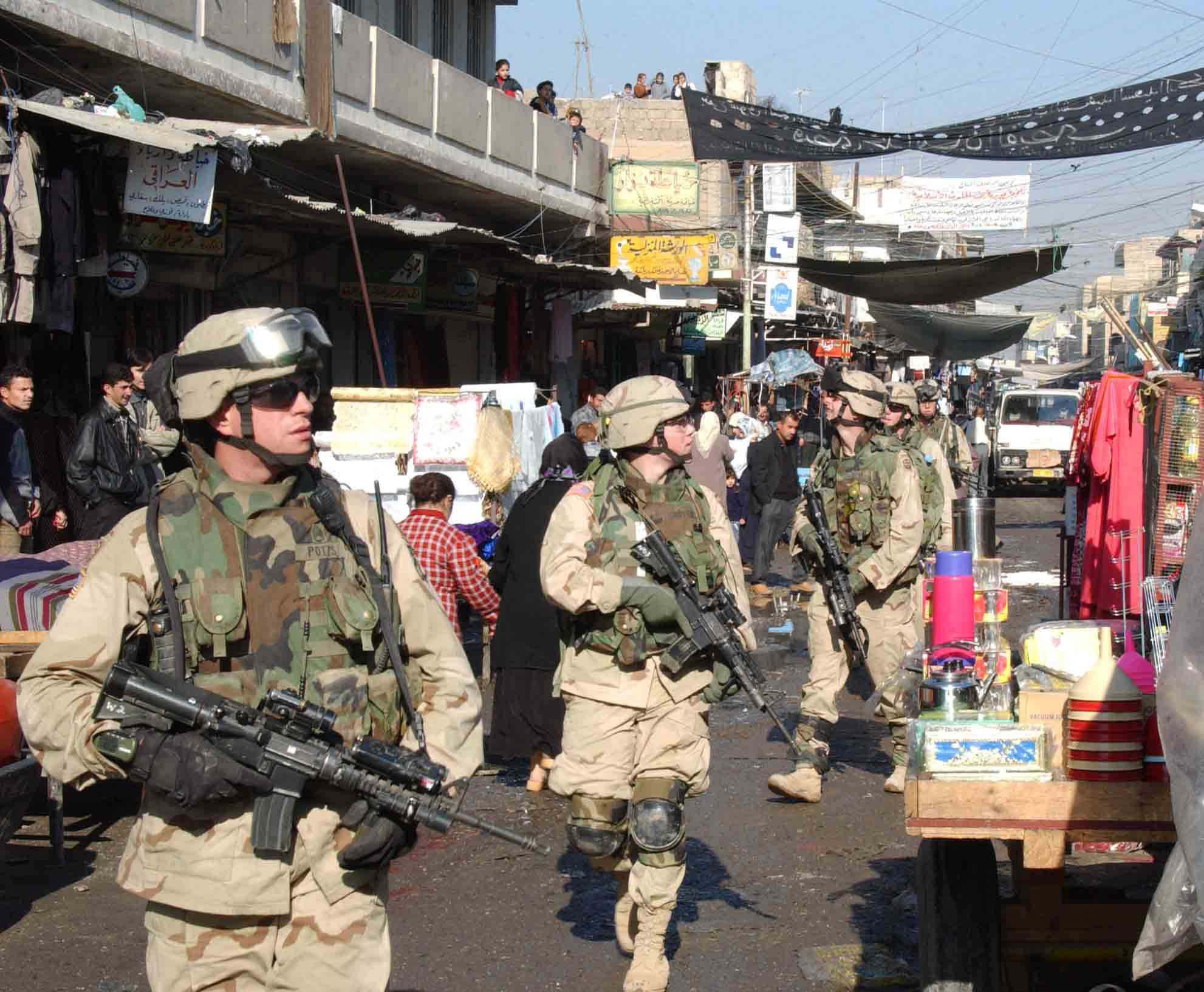
Американские солдаты патрулируют улицы Мосула, январь 2005

В декабре 2007 года Ирак вновь открыл Международный аэропорт Мосула. В город прибыл рейс со 152 паломниками на борту — это был первый коммерческий рейс с момента установления бесполётной зоны в 1993 году, хотя коммерческие рейсы оставались под запретом.
23 января 2008 года в результате взрыва в жилом доме погибли 36 человек. На следующий день террорист-смертник, одетый как полицейский, убил начальника местной полиции, генерала Мохаммеда аль-Джубури, обследовавшего место взрыва.

В мае 2008 года в провинции Найнава началось наступление иракских войск /куда? на кого?/, при поддержке армии США, нацеленное на восстановление стабильности и безопасности в городе. Хотя представители Мосула в иракском парламенте и заинтересованные гуманитарные организации указывали на необходимость решения насущных проблем города, они считали, что решение должно быть сугубо политическим и административным, а не военным.
В 2008 году многие ассирийские христиане (около 12 тыс.) покинули город после волны убийств и угроз в отношении их сообщества. Убийство десятка ассирийцев, угрозы, что другие будут убиты, если они не обратятся в ислам и разрушение их домов вызвали стремительное бегство христианского населения из города. Некоторые семьи перешли границы Сирии и Турции, а другим дали приют в церквях и монастырях.
Все эти события лишили город его исторических, научных и интеллектуальных фондов в течение последних 4 лет /?разъяснение необходимости/, когда многие учёные, профессора, академики, доктора, медицинские работники, инженеры, юристы, журналисты, религиозные духовенство (как мусульмане, так и христиане), историки, а также специалисты и художники во всех сферах жизни, были либо убиты, либо вынуждены покинуть город под угрозой расстрела, точно так, как произошло в других странах в Ираке в годы после 2003 года.

## Оккупация «Исламским государством» 2014—2017 гг
4 июня 2014 года Мосул был атакован боевиками ИГИЛ (как и прогнозировали Разведывательное управление Министерства обороны США и другие источники) и 10 июня, после шести дней боёв, пал.
Нехватка войск и интриги среди высших офицеров и иракских политических лидеров сыграла на руку исламистам и создала панику, приведшую к сдаче города. Курдская разведка ещё в начале 2014 года получила из надёжного источника сведения, что Мосул будет атакован исламистами и экс-баасистами, о чём сообщили США и Великобритания. Однако премьер-министр Ирака Нури аль-Малики и министр обороны отклоняли неоднократные предложения о помощи от Пешмерга.
ИГИЛ для взятия города вооружило три дивизии современным американским оружием и боеприпасами, в том числе 120-мм миномётами M1129 Stryker и по меньшей мере 700 единицами броневиков Humvee. Иракские войска бросили свои позиции, а многие жители изначально приветствовали исламистов, по сообщениям члена совета обороны Великобритании, выборный совет Мосула «пал, потому что люди, живущие там, сыты по горло шиитским сектантством, господствующим в иракском правительстве».
Сопутствующее разрушение инфраструктуры и вывод из строя главной водонапорной башни, привели к исходу из города в последующие два дня[уточнить], пешком или на машинах, полумиллиона беженцев.
Исламское государство изгнало или уничтожило большинство групп меньшинств и насильно обратило в ислам некоторых мужчин-езидов и христиан. В городе действуют законы шариата, женщины должны покрывать свои тела от головы до ног, а мужчины должны отращивать бороды и волосы.
Большинство женщин-езидок из Мосула и окрестностей находятся в заключении, а многие убиты или проданы в качестве сексуальных рабов. Боевики Исламского государства (ИГ) за полтора года казнили в иракском Мосуле более 800 женщин. Большинство жертв террористы расстреляли после вынесения приговоров шариатским судом, учреждённым ИГ. Среди погибших женщин — адвокаты, нотариусы, различные госслужащие, парикмахеры, а также кандидаты в советы депутатов.
Жители города де-факто стали заложниками, им запрещено покидать город, пока они не передадут исламистам всё своё имущество. Затем они могут покинуть город после оплаты существенного «выездного налога».
С началом оккупации Мосула ИГИЛом телефонные линии были срезаны, а сотовая связь и доступ в Интернет уничтожены.
В июне 2015 года Правительство Ирака перестало выплачивать зарплаты работникам города, вести ремонт дорог, вывозить мусор и управлять инфраструктурой в целом, все эти функции взяло на себя ИГ.
Мосульское наступление 2015 года
21 января 2015 года США начали наносить авиаудары в поддержку курдского наступления, чтобы помочь Пешмерга начать операцию по освобождению Мосула. В этот день 5000 курдских солдат освободили нескольких деревень недалеко от Мосула, на фоне дезинформации, что иракская армия готовится к нападению на город. Бойцы Пешмерга стали продвигаться к окраинам города. 22-23 января 2015 года авиация США усилила авиаудары по позициям исламистов в районе Мосула.
27 января ИГ предприняло неожиданную атаку в районе Киркука в попытке отвлечь курдских солдат от Мосула. Однако силам Пешмерга удалось остановить атаку.
9 февраля Джон Аллен, координатор США по международной коалиции, заявил, что иракская армия, поддержанная коалицией, запустит наземное наступление «в ближайшие недели», чтобы вернуть Мосул. 10 февраля стало известно, что бойцы Пешмерга находятся всего в 9-14 километрах от центра города Мосул, на северо-западной окраине. Однако на этом курды остановились, заявив, что ждут дальнейших распоряжений, чтобы двигаться вглубь города.
17 февраля иракский полковник Масуд Салих заявил, что для освобождения Мосула потребуется не менее 30 тысяч солдат и по крайней мере 10 месяцев. Кроме того, он заявил, что ещё один иракский чиновник оценил численность боевиков в городе в 12 тысяч, а не в 30 тысяч, как заявляли сами исламисты.
В конце февраля 2015 года была сформирована 25-тысячная группировка иракских войск для атаки на город. Наступление было намечено на апрель — начало мая 2015, чтобы успеть до начала изнурительной жары, предшествующей месяцу Рамадан. Американский генерал Ллойд Остин также заявил, что небольшое число американских солдат может вступить в бой, если это будет необходимо.
В начале марта 2015 года сообщалось, что Турция планирует направить наземные войска для участия в освобождении Мосула, хотя турецкий высокопоставленный чиновник заявил, что Турция может ограничить своё участие предоставлением ресурсов. 4 марта министр обороны Ирака заявил, что Ирак может вернуть Мосул без помощи иностранных сухопутных войск.
11 марта исламисты через громкоговорители пригрозили жителям Мосула, что обезглавят каждого, кто пытается покинуть город. Это заявление было сделано на следующий день после того, как авиация США сбросила листовки с предупреждением о надвигающейся военной конфронтации, а также рекомендациями гражданским лицам покинуть город.
3 мая 2015 года Guardian сообщила, что лидер ИГ Абу Бакр аль-Багдади ещё 18 марта 2015 года получил тяжёлую травму спины при авиаударе в Мосуле.
11 июня иракский генерал Наджим аль-Джубури, командир планируемой операции по освобождению Мосула, сообщил, что иракские спецслужбы разведали окрестности города в рамках подготовки к предстоящей битве. Однако наступление всё не начиналось, что связывали с захватом исламистами Рамади в мае 2015 года.
Лето 2015 года так и не принесло начала наступления на Мосул. 13 сентября посол США Джон Аллен заявил, что Мосул будет захвачен «в течение нескольких месяцев». Иракские силы также объявили, что они в настоящее время обучают 20 тысяч солдат, чтобы вернуть Мосул.

21 сентября 90 американских военнослужащих прибыли на базу в Махмуре к юго-западу от столицы курдского Ирака в Эрбиле, чтобы обучать, консультировать и оказывать помощь иракским войскам по подготовке операции.
17 декабря боевики Исламского государства провели крупное наступление против курдских позиций, но были отбиты силами Пешмерги и канадского спецназа.
24 марта 2016 года иракские военные начали операцию по освобождению Мосула. В этот же день армия Ирака освободила от ИГ несколько деревень.
4 июня курдские ополченцы остановились в 30-40 км к востоку от Мосула.
9 июля армия Ирака отбила расположенный рядом с городом Кайяра стратегический военный мост. Силы ИГ отступили к городу, взорвав мост и нефтяные месторождения.
Новое масштабное наступление на Мосул началось рано утром 14 августа, курдам удалось освободить от боевиков ИГ семь деревень, находящихся к юго-востоку от Мосула.
23 августа был освобождён город Кайяра.
Штурм Мосула
16 октября 2016 года иракские военные начали штурм Мосула и его окрестностей. 18 октября иракские военные захватили пригород Мосула в 10 км от города.
21 октября 2016 года боевики ИГ контратаковали напали на город Киркук (находится в 140 км от Мосула), заняв 7 городских кварталов. Были освобождены заключённые из местной тюрьмы. 22 октября иракская армия выбила боевиков ИГ из города.
31 октября 2016 года основные силы иракской армии находились в 1 км от Мосула. Передовые силы армии Ирака вошли в Мосул.
1 ноября 2016 года иракские шиитские ополченцы установили контроль над шоссе Мосул-Ракка, окружив Мосул.
4 ноября 2016 года иракские военные освободили 6 восточных районов Мосула. К 28 декабря 2016 года иракская армия освободила большую часть Мосула (40 из 56 кварталов).
К 23 января 2017 года армия освободила весь восточный Мосул, выйдя к реке Тигр. 19 февраля началось наступление иракской армии на западную часть Мосула. К югу от аэропорта были заняты две деревни. 23 февраля иракские военные освободили аэропорт Мосула.
10 июля 2017 года боевики ИГ были полностью выбиты из Мосула.
Разрушения в ходе штурма
По данным ООН, 15 из 54 жилых районов на западной стороне города оказались разрушены практически полностью и непригодны для проживания. Ещё в 23 районах зафиксированы умеренные разрушения, 16 районов пострадали незначительно. Восточная часть, освобождённая на первом этапе, пострадала в меньшей степени. Анализ спутниковых снимков показывает, что около 10 тысяч зданий значительно пострадали или полностью разрушены, в основном жилые дома. Если многоэтажные дома умножить на количество этажей, то разрушения оцениваются в 32 тыс. единиц. Полностью разрушена знаменитая Соборная мечеть ан-Нури. Погибло около 40 тыс. человек, свыше 800 тыс. стали вынужденными переселенцами.